# Urbanskolen, Afdeling R
Urbanskolen, Afdeling R (også kendt som Urban R) er en folkeskole i Esbjerg, der blev opført i 1932 og er dermed en af de ældste i byen. Skolen skiftede navn i august 2015 fra Rørkjær Skole, i forbindelse med organisatoriske omlægninger af hele folkeskoleområdet i kommunen.

## Skolen under besættelsen
Da skolen blev bygget i 1932, blev skolens to store bygninger opført med et fladt betontag. Da Danmark blev besat af den tyske besættelsesmagt I 1940, beslaglagdes bygningerne for at omdanne den til en kaserne. Undervisningen blev flyttet til Danmarksgades Skole.
Tyskerne anbragte antiluftskyts på taget af bygningen ved Ringen. Efter befrielsen opdagede man, at skydningen med kanonerne havde forårsaget, at der var revner i murene. For at forhindre vandskader, blev der I 1946 foretaget en nødvendig reparation hvor man byggede et tag med lav rejsning. Skolen blev herefter genindviet som folkeskole.

## Ulykken i 1968
I 1968 blæste en meget kraftig storm fra vest ind over Esbjerg. Imens der var frikvarter, opstod der et meget voldsomt lufttryk, der forplantede sig ind under forbygningens ret flade tag. Efter reparationen i 1946 var tagets hjørne ikke forankret forsvarligt og vestfløjens tag røg derfor af, hvilket resulterede i at to meget store tagflader fra forbygningen faldt ned i skolegården. Nogle elever nåede at flygte, imens nogle blev blæst væk, da pladerne faldt, men flere andre blev ramt af taget.
Ifølge Politiken der udkom dagen efter medførte tagulykken 3 dræbte og 16 kvæstede. 9 elever blev indlagt med kvæstelser i hovedet og benbrud. Yderligere 2 elever blev overført til Odense med svære hjernelæsioner. Fra Centralsygehuset i Esbjerg kunne 6 sendes hjem efter behandling.